# Hyposoter brischkei
Hyposoter brischkei là một loài tò vò trong họ Ichneumonidae.